# Сутолка
Сутолка — деревня в Залегощенском районе Орловской области России. Входит в состав Нижнезалегощенского сельского поселения.

## География
Деревня находится в центральной части Орловской области, в лесостепной зоне, в пределах центральной части Среднерусской возвышенности, к северу от реки Залегощи, при автодороге 54К-6, на расстоянии примерно 4 километров (по прямой) к юго-востоку от посёлка городского типа Залегощь, административного центра района. Абсолютная высота — 249 метров над уровнем моря.

### Часовой пояс
Деревня Сутолка, как и вся Орловская область, находится в часовой зоне МСК (московское время). Смещение применяемого времени относительно UTC составляет +3:00.

## Население
| 2002 | 2010 |
| ---- | ---- |
| 138  | ↗147 |

### Половой состав
По данным Всероссийской переписи населения 2010 года в гендерной структуре населения мужчины составляли 49 %, женщины — соответственно 51 %.

### Национальный состав
Согласно результатам переписи 2002 года, в национальной структуре населения русские составляли 87 % из 138 чел.